# علي خليل العبد الله
علي خليل العبد الله (1916 – 1998) ، سياسي ونائب لبناني سابق .

## ولادته ونشأته
- وُلد في بلدة الخيام في العام 1916 ميلادي.
- تلقى علومه في مدرسة الفرير في صيدا ونال شهادة البكالوريا في المحاسبة ومسك الدفاتر.

## عمله
- تم تعيينه كاتبا في وزرارة البرق والبريد.
- انتقل إلى السلك الإداري لمجلس النواب في العام 1943 ميلادي.
- ترقي في السلك الإداري إلى أن أصبح رئيسا لمصلحة المحاسبة.

## في النيابة
- انتخب نائبا عن الجنوب (قضاءي حاصبيا ومرجعيون) في دورة العام 1972 ميلادي. واستمر في النيابة حتى العام 1992 ميلادي، بحكم قوانين التمديد بسبب الحرب الأهلية.[1]
- ترأس لجنة الزراعة النيابية منذ العام 1981 ميلادي.
- أثار في فترة نيابته قضية مياه الوزاني وتابعها لفترة طويلة.
- كان عضوا في الحزب الديموقراطي الاشتراكي.
- كان عضوا في كتلة نواب الجنوب التي كان يرأسها الرئيس كامل أحمد الأسعد.

## أسرته
متأهل من السيدة اللبنانية بسيمة الدرويش ولهام: بسام، عصام ، خليل، جهاد وحياة.

## وفاته
توفي في العام 1998 ميلادي.